# КК Нижњи Новгород
КК Нижњи Новгород (рус. БК Нижний Новгород) руски је кошаркашки клуб из Нижњег Новгорода. У сезони 2022/23. такмичи се у ВТБ лиги.

## Историја
Клуб је основан 2000. године као НБА, а садашњи назив носи од 2009. У највиши руски кошаркашки ранг, ПБЛ лигу, пласирао се 2010. године, али је у том такмичењу за сада без запаженијих резултата. Био је финалиста Купа Русије 2011, 2018. и 2019. године.
Први наступ у европским такмичењима забележио је у сезони 2011/12. играњем у Еврочеленџу, а стигао је до „Топ 16“ фазе. У сезони 2013/14. дебитовао је у Еврокупу и добацио чак до полуфинала. У регионалној ВТБ лиги највећи успех било је финале досегнуто такође у сезони 2013/14.

## Успеси

### Национални
- Куп Русије:
  - Победник (1): 2023.
  - Финалиста (3): 2011, 2018, 2019.

### Међународни
- ВТБ јунајтед лига:
  - Финалиста (1): 2014.

## Познатији играчи
- Вукашин Алексић
- Примож Брезец
- Филип Виденов
- Таренс Кинси
- Драган Лабовић
- Бобан Марјановић
- Артјом Параховски
- Иван Паунић
- Вања Плиснић
- Немања Протић
- Тејлор Рочести
- Дижон Томпсон